# Simeon de Saxa-Coburg-Gotha

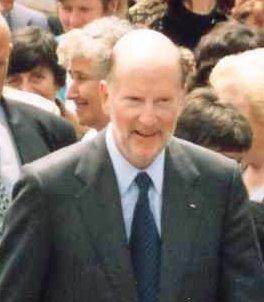
Simeon al II-lea al Bulgariei

Simeon de Saxa-Coburg-Gotha (n. 16 iunie 1937, Sofia, Regatul Bulgariei) este un politician bulgar. A fost între 1943–1946 rege al Bulgariei, cu titlul Simeon al II-lea al Bulgariei, iar între 2001 - 2005 prim-ministru al Bulgariei. Este cunoscut și sub numele de Simion de Saxa-Coburg și Gotha sau în bulgară ca Симеон Борисов Сакскобургготски, Simeon Borisov Sakskoburggoțki.

## Biografie
Simeon a fost botezat cu apă adusă de la râul Iordan și a zburat înapoi în Bulgaria cu un avion militar. A devenit țar în 1943, după moartea neașteptată a tatălui său, țarul Boris al III-lea. Deoarece era minor unchiul său Prințul Kiril al Bulgariei a fost numit regent. În 1944, Kiril și majoritatea membrilor guvernului au fost uciși într-o lovitură de stat organizată de sovietici, dar lui Simeon i s-a permis rămânerea pe tron. Abia în 1946 un referendum popular a ales abolirea monarhiei, dar familia regală a preferat să fugă din țară pentru a evita eventualitatea abdicării forțate ce i-ar fi putut fi impusă lui Simeon.

## Diaspora
Întrega familie a fugit în Egipt, iar apoi s-au stabilit la Madrid. În Spania, Simeon a studiat dreptul și administrarea afacerilor, și a devenit un întreprinzător de mare succes.
În 2001 Simeon s-a întors în Bulgaria și a devenit liderul noului Partid format Mișcarea națională pentru Simeon al II lea. În timpul alegerilor NMS a câștigat 119 din cele 240 de locuri ale Parlamentului și Simeon a devenit prim ministru.
A rămas destul de rezervat în privința restaurării monarhiei în Bulgaria declarând că poporul ar trebui să decidă asta. Oricum deoarece nu a abdicat în mod formal niciodată, și-a păstrat dreptul de a purta titlul regal la care nu a renunțat nici în prezent.

## Distincții
În 2012 i s-a acordat titlul de doctor honoris causa al Universității din București.
La 16 ianuarie 2025, fostul rege și premier bulgar Simeon de Saxa-Coburg-Gotha a fost decorat cu Ordinul național „Steaua României” în grad de Mare Cruce, în semn de „înaltă apreciere pentru contribuția excepțională avută la sprijinirea acțiunilor României la nivel european, pentru implicarea personală la dezvoltarea și intensificarea relațiilor bilaterale româno-bulgare”, în cadrul unei ceremonii desfășurate la ambasada română din Sofia.